# Tasmanocerca bifasciata
Tasmanocerca bifasciata är en bäcksländeart som först beskrevs av Douglas E. Kimmins 1951.  Tasmanocerca bifasciata ingår i släktet Tasmanocerca och familjen Notonemouridae. Inga underarter finns listade i Catalogue of Life.